# Malik Hairston
Malik Samory Hairston (Detroit, Míchigan, 23 de febrero de 1987) es un exjugador de baloncesto estadounidense profesional durante once temporadas. Mide 1,98 metros de altura, y jugaba en la posición de escolta.

## Trayectoria deportiva

### Universidad
Jugó durante 4 temporadas con los Ducks de la Universidad de Oregón. En su primer año ya se hizo con el puesto de titular, jugando de inicio en todos los partidos disputados por su equipo. Promedió 13,1 puntos, 5,0 rebotes y 3,0 asistencias, siendo incluido en el mejor quinteto de novatos de la Pacific Ten Conference.
En su segunda temporada lideró a su equipo en anotación, con 15,0 puntos por partido (octavo en la PAC-10), y fue el segundo en rebotes, con 4,7 por noche. Su mejor partido lo disputó ante la Universidad de Vanderbilt, consiguiendo un doble-doble al anotar 25 puntos y capturar 10 rebotes.
Su temporada júnior fue la más floja de las cuatro, en parte debido a las lesiones. Se perdió los cinco primeros partidos de la competición a causa de un tirón en la ingle y cinco más entre diciembre y enero a causa de un desgarro en el talón de su pie izquierdo. A pesar de ello batió su récord de rebortes en un partido, capturando 12 ante Idaho State, a los que añadió 21 puntos y 4 asistencias.
En su último año como universitario volvió a liderar al equipo en anotación, con 16,3 puntos por partido, además de ser el quinto mejor lanzador de tiros de 3 de la conferencia, promediando un 43,3%. Anotó 20 o más puntos en 11 ocasiones. Batió su récord de anotación ante Western Michigan, consiguiendo 29 puntos con una serie de 9 de 11 lanzamientos a canasta, igualándolo semanas después ante Arizona.
En el total de su trayectoria universitaria promedió 14,1 puntos, 5,1 rebotes y 2,1 asistencias por partido.

#### Estadísticas
| Temporada | P   | PT  | TCC | TCI  | %TC  | TLC | TLC | %TL  | 3PC | 3PI | %T3  | REB | ASIS | ROB | TAP | PTS  | MEDIA |
| 2004-05   | 27  | 27  | 145 | 285  | .509 | 42  | 89  | .472 | 23  | 69  | .333 | 135 | 52   | 15  | 9   | 355  | 13.1  |
| 2005-06   | 32  | 32  | 175 | 372  | .470 | 82  | 119 | .689 | 47  | 124 | .379 | 151 | 69   | 15  | 20  | 479  | 15.0  |
| 2006-07   | 27  | 25  | 116 | 222  | .523 | 50  | 82  | .610 | 23  | 54  | .426 | 162 | 57   | 18  | 16  | 305  | 11.3  |
| 2007-08   | 31  | 31  | 176 | 335  | .525 | 101 | 138 | .732 | 52  | 120 | .433 | 150 | 66   | 19  | 26  | 505  | 16.3  |
| Totales   | 117 | 115 | 612 | 1214 | .504 | 275 | 428 | .643 | 145 | 367 | .395 | 598 | 244  | 67  | 71  | 1644 | 14.1  |

### Profesional
Fue elegido en la cuadragésimo octava posición, en la segunda ronda del Draft de la NBA de 2008 por Phoenix Suns, siendo traspasados sus derechos a San Antonio Spurs a cambio de Goran Dragić. En septiembre de 2008 firmó contrato con el equipo tejano, aunque fue cortado el 26 de octubre de 2008.
En enero de 2009 fue repescado por los Spurs, tras promediar 21,1 puntos con los Austin Toros de la NBA D-League. Tras ser despedido por los Spurs en julio de 2010, Hairston fichó por el Montepaschi Siena de la liga italiana.
En 2010 da el salto a Italia para jugar con el Montepaschi Siena, donde realizaría una gran temporada y llegaría a jugar la Final Four de la Euroliga.
En verano de 2011 firma con el Armani Jeans Milán.

## Estadísticas de su carrera en la NBA

### Temporada regular
| Año     | Equipo      | PJ | PT | MPP  | %TC  | %3P  | %TL  | RPP | APP | ROB | TPP | PPP |
| ------- | ----------- | -- | -- | ---- | ---- | ---- | ---- | --- | --- | --- | --- | --- |
| 2008-09 | San Antonio | 15 | 0  | 10.3 | .490 | .000 | .286 | 1.9 | .9  | .4  | .5  | 3.3 |
| 2009-10 | San Antonio | 47 | 0  | 6.7  | .526 | .182 | .567 | 1.0 | .3  | .1  | .2  | 2.1 |
| Total   |             | 62 | 0  | 7.6  | .512 | .167 | .514 | 1.2 | .5  | .2  | .3  | 2.4 |